# Chôco
Chôco, pseudonimo di Carlos Roberto Castro Silva (Porto Alegre, 12 luglio 1971), è un ex giocatore di calcio a 5 brasiliano, campione del mondo con la nazionale brasiliana nel 1996.

## Carriera
Chôco ha disputato il FIFA Futsal World Championship 1996 in cui la nazionale brasiliana ha vinto il titolo iridato per la terza volta. Si tratta dell'unico campionato del mondo disputato dal pivot gaúcho. A livello di club, Chôco ha giocato con Carlos Barbosa, Interviú, Noril'skij Nikel'; oramai a fine carriera, tentò inoltre l'avventura italiana nella stagione 2006-07, ma problemi fisici spinsero il Napoli Barrese a separarsi ben presto dal giocatore.

## Palmarès
- Campionato russo: 1

Noril'skij Nikel': 2001-2002